# Lago de La Gruyère
O Lago de La Gruyère é um lago artificial localizado na região de La Gruyère do Cantão de Fribourg, Suíça. Este lago de Barragem com uma extensão de 10,5 quilómetros é o maior lago artificial na Suíça com uma capacidade de 200 milhões de m3 .
Este Lago foi criado com a construção da Barragem Rossens, que foi concluída em 1948.